# Valeriu Streleț

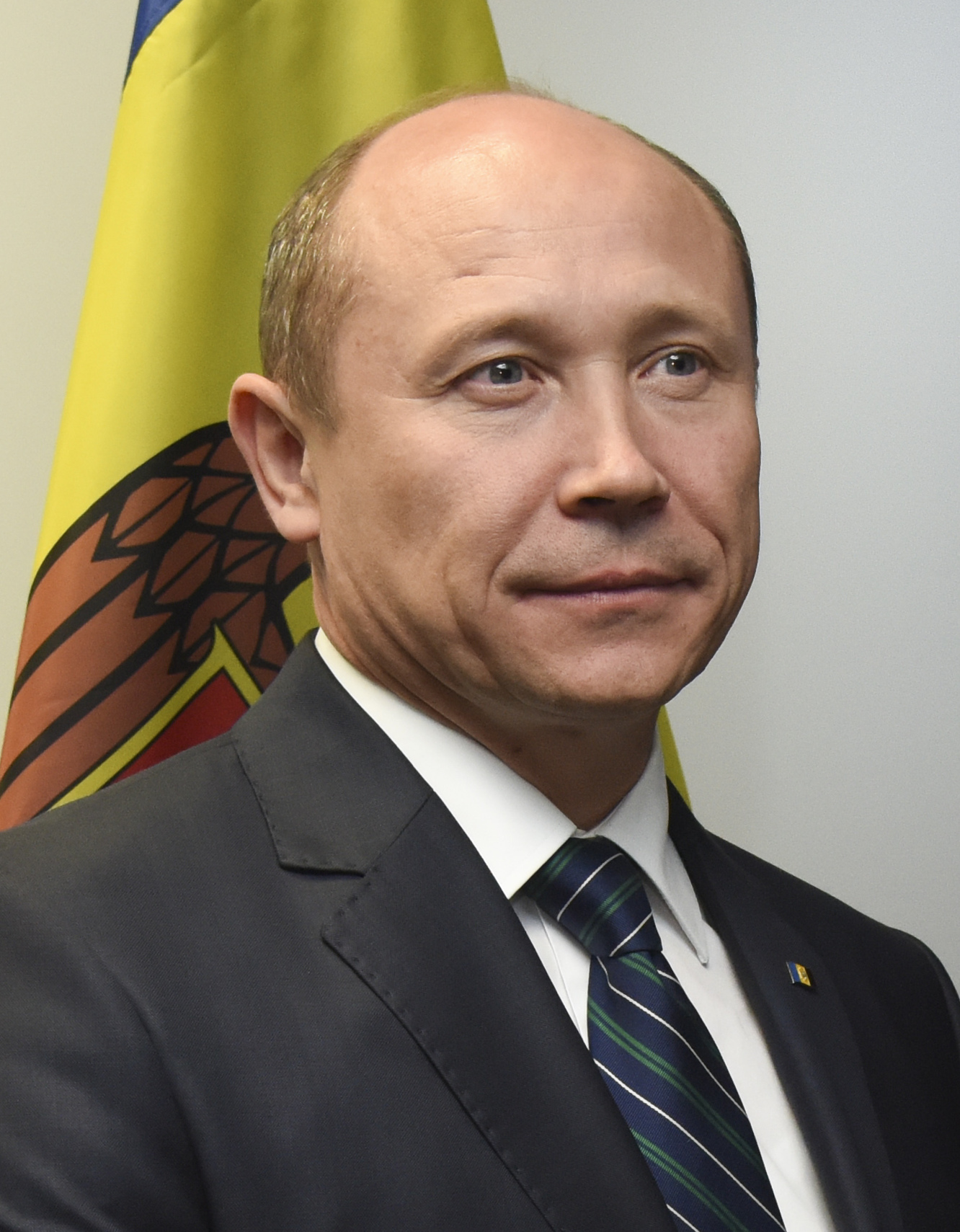
Valeriu Streleț (2015)

Valeriu Streleț (* 8. März 1970 in Țareuca, Moldauische SSR, Sowjetunion) ist ein moldauischer Politiker und seit Juli 2015 von Präsident Nicolae Timofti als Ministerpräsident der Republik Moldau bestätigt. Seit 2009 ist er PLDM-Abgeordneter und leitet seit 2011 deren Parlamentsfraktion.
Am 29. Oktober 2015 sprach das Parlament dem Kabinett Streleț mit großer Mehrheit das Misstrauen aus.

## Privatleben
Streleț hat Geschichte, Wirtschaft und Politikwissenschaft studiert. Er ist verheiratet und Vater von vier Kindern.